# Bernd Franke
Bernd Franke (* 12. února 1948, Bliesen) je bývalý německý fotbalový brankář. 

## Fotbalová kariéra
Začínal ve druholigovém týmu SV Saar 05 Saarbrücken. Po přestupu odchytal další 2 sezóny v druhé bundeslize ve Fortuně Düsseldorf. V letech 1971-1985 chytal za Eintracht Braunschweig, nastoupi ve 345 bundesligových utkáních. V Poháru UEFA nastoupil v 15 utkáních. Za západoněmeckou fotbalovou reprezentaci nastoupil v letech 1973-1982 v 7 utkáních, v roce 1982 byl členem stříbrného západoněmeckého týmu na mistrovství světa, ale v utkání nenastoupil. Byl členem západoněmecké reprezentace na LOH 1984 v Los Angeles, nastoupil ve 4 utkáních.

## Ligová bilance
| Ročník                                    | Zápasy | Góly | Klub                   |
| ----------------------------------------- | ------ | ---- | ---------------------- |
| 2. německá fotbalová Bundesliga 1967/1968 | -      | -    | SV Saar 05 Saarbrücken |
| 2. německá fotbalová Bundesliga 1968/1969 | -      | -    | SV Saar 05 Saarbrücken |
| 2. německá fotbalová Bundesliga 1969/1970 | 12     | 0    | Fortuna Düsseldorf     |
| 2. německá fotbalová Bundesliga 1970/1971 | 17     | 0    | Fortuna Düsseldorf     |
| Německá fotbalová Bundesliga 1971/1972    | 26     | 0    | Eintracht Braunschweig |
| Německá fotbalová Bundesliga 1972/1973    | 34     | 0    | Eintracht Braunschweig |
| 2. německá fotbalová Bundesliga 1973/1974 | 34     | 0    | Eintracht Braunschweig |
| Německá fotbalová Bundesliga 1974/1975    | 34     | 0    | Eintracht Braunschweig |
| Německá fotbalová Bundesliga 1975/1976    | 30     | 0    | Eintracht Braunschweig |
| Německá fotbalová Bundesliga 1976/1977    | 34     | 0    | Eintracht Braunschweig |
| Německá fotbalová Bundesliga 1977/1978    | 32     | 0    | Eintracht Braunschweig |
| Německá fotbalová Bundesliga 1978/1979    | 19     | 0    | Eintracht Braunschweig |
| Německá fotbalová Bundesliga 1979/1980    | 21     | 0    | Eintracht Braunschweig |
| 2. německá fotbalová Bundesliga 1980/1981 | 42     | 0    | Eintracht Braunschweig |
| Německá fotbalová Bundesliga 1981/1982    | 33     | 0    | Eintracht Braunschweig |
| Německá fotbalová Bundesliga 1982/1983    | 31     | 0    | Eintracht Braunschweig |
| Německá fotbalová Bundesliga 1983/1984    | 31     | 0    | Eintracht Braunschweig |
| Německá fotbalová Bundesliga 1984/1985    | 20     | 0    | Eintracht Braunschweig |
| CELKEM německá bundesliga                 | 345    | 0    |                        |